# Boris Rösner

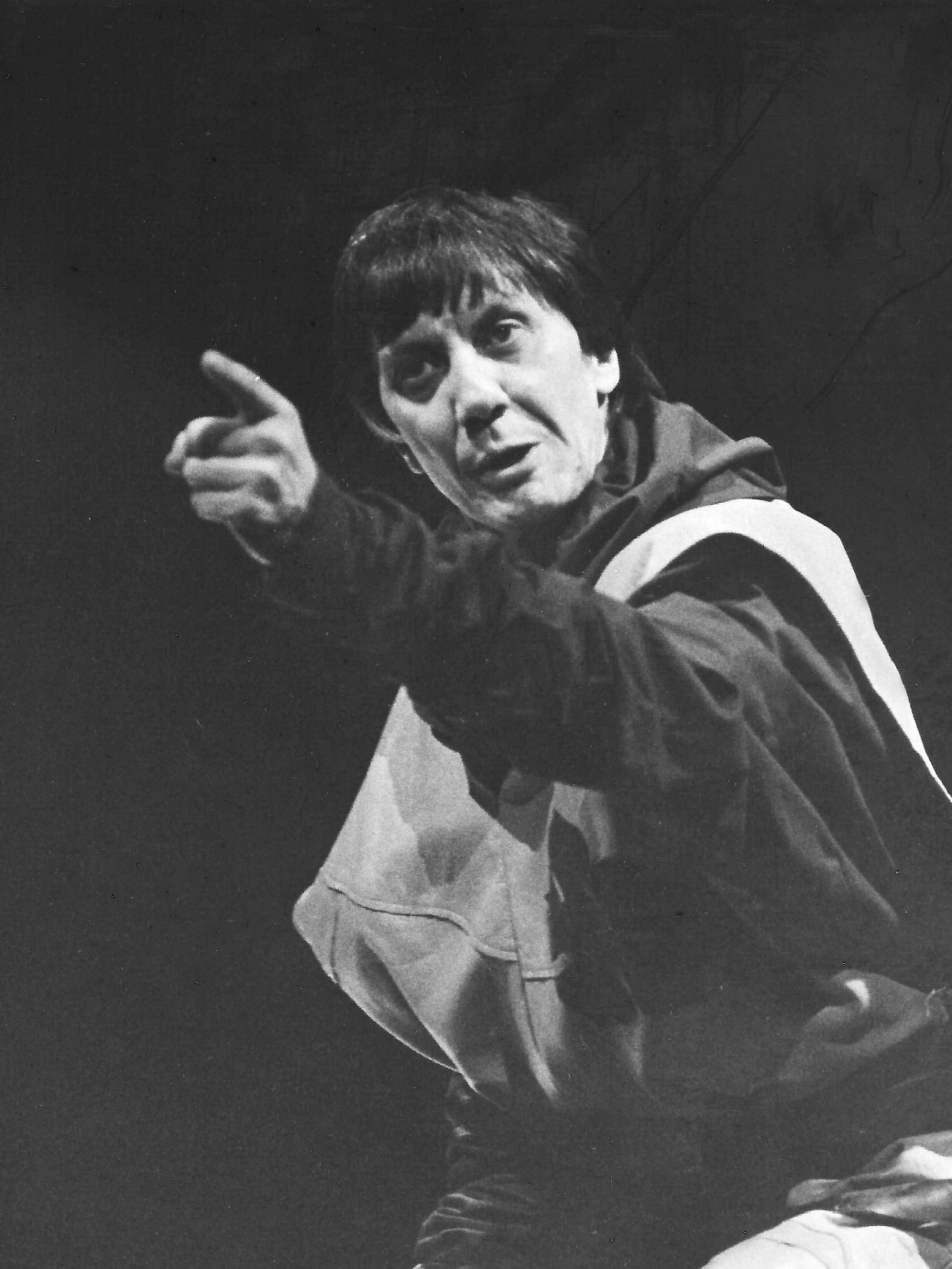
Boris Rösner als Zawisch von Falkenstein am Nationaltheater in Prag, 1992

Boris Rösner (* 25. Januar 1951 in Opava; † 31. Mai 2006 in Kladno) war ein tschechischer Schauspieler. 
Rösner, der aus einer Familie von Theaterleuten stammte, spielte bereits als Kind auf Prager Bühnen. Er absolvierte 1973 eine Ausbildung zum Schauspieler an der Prager DAMU (u. a. bei Václav Voska und Vlasta Fabianová), spielte dann von 1973 bis 1979 am Theater F. X. Šalda in Liberec, von 1979 bis 1987 am Prager Stadttheater und seit 1987 am Nationaltheater in Prag, dass er außerdem seit 2000 leitete. Rösner, der sich 1989 für die Samtene Revolution engagierte, war Synchronsprecher (u. a. für Christopher Lee in Der Herr der Ringe) und Lehrer für Schauspiel an der DAMU. Zudem trat er in zahlreichen Rollen in Film und Fernsehen auf. Rösner starb an den Folgen einer Krebserkrankung.
Er wurde mehrfach ausgezeichnet, unter anderem mit dem Alfred-Radok-Preis und dem Thalia-Preis.

## Filmografie (Auswahl)
- 1993: Die sieben Raben (Sedmero krkavců)
- 1982: Der Letzte fährt zur Hölle (Poslední propadne peklu)
- 1997: Die drei müden Prinzessinnen (O třech ospalých princeznách)